# Auto-Museum Hillers
Das Auto-Museum Hillers war ein Museum für Oldtimer in Deutschland. Die Betreibergesellschaft Auto-Museum Hillers OHG wurde am 15. Oktober 1965 ins Handelsregister eingetragen.

## Geschichte
Franz Hillers aus Hamburg kaufte 1948 sein erstes Veteranenfahrzeug, einen Colibri von 1904. Weitere historische Autos folgten.

## Tremsbüttel
Pfingsten 1966 eröffnete Franz Hillers sein erstes Automuseum. Es war das erste private Museum dieser Art in Deutschland. Die Ausstellung war in einer Scheune des Schlosses Tremsbüttel im schleswig-holsteinischen Tremsbüttel. Seine ebenfalls autobegeisterte Tochter Wiebke leitete es. Zeitweise waren 43 Automobile und 10 Motorräder ausgestellt. 1989 starb Franz Hillers. 1994 wurde dieses Museum geschlossen. Eine andere Quelle nennt den 1. Oktober 1993 als Datum der Schließung.

## Hamburg
1974 wurde eine Zweigstelle in Hamburg-St. Georg nahe dem Hamburger Hauptbahnhof eröffnet. Hier wurden bis zu 45 Autos ausgestellt. 1994 kamen die Fahrzeuge aus Tremsbüttel dazu. 1996 wurde auch dieses Museum aufgelöst. 2020 waren alle Fahrzeuge bis auf eins verkauft.

## Weiteres
Anfang 1988 schloss sich das Museum zusammen mit elf anderen der größten deutschen Oldtimer- und Technik-Privatmuseen zur Interessengemeinschaft der deutschen Museen für Auto, Motor + Technik zusammen. Die anderen Museen waren das Automuseum Ibbenbüren in Ibbenbüren, das Motor Technica Museum Bad Oeynhausen in Bad Oeynhausen, das Rennsportmuseum Nürburgring am Nürburgring, das Raule Automobilmuseum in Eppstein, die Rosso Bianco Collection in Aschaffenburg, das Motorsportmuseum Hockenheimring, das Technik-Museum Sinsheim, das Deutsche Zweirad- und NSU-Museum in Neckarsulm, das Motormuseum Öhringen in Öhringen, das Deutsche Automuseum im Schloss Langenburg und das Automobilmuseum von Fritz B. Busch in Wolfegg.
Die Betreibergesellschaft befand sich ab 21. Januar 2014 in Liquidation und wurde am 29. Dezember 2014 gelöscht.

## Ausstellungsgegenstände
Genannt werden die folgenden Fahrzeuge: Colibri von 1904, Fiat 521, Lloyd Rekordwagen, Mercedes-Benz 300 und 600, Victoria 250, Goggomobil, Piccolo und Kleinschnittger F 125, außerdem Adler 12 PS von 1908, Benz 14/30 PS 1912, Cyklonette 1908, De Dion-Bouton 1903, Opel-Darracq, Presto 8/25 PS von 1918, Brennabor Ideal 1930, Audi 920 1939, zwei Horch 830 von 1933 und 1934, Mercedes-Benz 540 K 1935, Rolls-Royce Phantom II 1929 und 20/25 HP 1934, Adler Diplomat und Lotus Seven.
Daneben sind für Tremsbüttel Opel 4/16 PS, Mercedes von 1923, BMW 3/15 Ihle, Delahaye Type 135, verschiedene DKW, Ford, Hanomag und Opel sowie für Hamburg BMW 327, Buick 8 und Grofri 1925 angegeben.
Eine weitere Quelle ergänzt VW Karmann-Ghia, Thurner RS, DKW 3=6 Monza, Daus-Prototyp und Wanderer W 24 von 1937.